# Díana Dögg Magnúsdóttir
Díana Dögg Magnúsdóttir (* 19. September 1997 in Vestmannaeyjar, Island) ist eine isländische Handballspielerin, die für die isländische Nationalmannschaft aufläuft. Weiterhin spielte sie Fußball in der Pepsideild kvenna.

## Karriere

### Handball
Díana Dögg Magnúsdóttir begann das Handballspielen in ihrem Geburtsort bei ÍBV Vestmannaeyja. Mit der Damenmannschaft, für die Díana Dögg Magnúsdóttir auf Rechtsaußen eingesetzt wurde, nahm sie in der Saison 2014/15 am EHF-Pokal sowie in der Saison 2015/16 am EHF Challenge Cup teil. Im Sommer 2016 wechselte die Linkshänderin zu Valur Reykjavík, bei dem sie im rechten Rückraum auflief. Mit Valur war sie ebenfalls auf europäischer Ebene aktiv und nahm in der Saison 2018/19 am EHF Challenge Cup sowie in der Saison 2019/20 am EHF-Pokal teil. Mit Valur gewann sie 2019 die isländische Meisterschaft und den isländischen Pokal. Im Sommer 2020 schloss sich Díana Dögg Magnúsdóttir dem deutschen Zweitligisten BSV Sachsen Zwickau an. Mit Zwickau stieg sie 2021 in die Bundesliga auf. Im Sommer 2024 wechselte sie zum Ligakonkurrenten HSG Blomberg-Lippe.
Díana Dögg Magnúsdóttir lief für die isländische Jugend- und Juniorinnennationalmannschaft auf. Sie bestritt am 21. März 2018 im EM-Qualifikationsspiel gegen Slowenien ihr Debüt für die isländische A-Nationalmannschaft. Mit der isländischen A-Nationalmannschaft nahm sie bislang nur an der Weltmeisterschaft 2023 teil und schloss das Turnier auf dem 25. Platz ab. Díana Dögg Magnúsdóttir erzielte im Turnierverlauf 14 Treffer.

### Fußball
Díana Dögg Magnúsdóttir lief bei ÍBV Vestmannaeyja sowohl für die Handballmannschaft als auch für die Fußballmannschaft auf. Am 3. September 2013 wurde sie beim Spiel gegen UMF Afturelding erstmals in der Pepsideild kvenna eingesetzt. Etwa ein Jahr später erzielte die Mittelfeldspielerin gegen Afturelding ihre ersten beiden Treffer in der höchsten isländischen Spielklasse. Bis 2016 erzielte sie fünf Treffer in 29 Erstligaspielen sowie einen Treffer in fünf Pokalspielen. Weiterhin wurde sie zwei Mal in der isländischen U-17-Nationalmannschaft eingesetzt. Als ihre Handballmannschaft im Jahr 2019 in die Sommerpause ging, trainierte sie im Sommer bei der Fußballmannschaft von KR Reykjavík mit.